# Eilema fuscifrons
Eilema fuscifrons är en fjärilsart som beskrevs av George Francis Hampson 1905. Eilema fuscifrons ingår i släktet Eilema och familjen björnspinnare. Inga underarter finns listade i Catalogue of Life.